# Nataliya Lyapina
Nataliya Lyapina (14 de maio de 1976) é uma ex-handebolista profissional ucraniana, medalhista olímpica.
Nataliya Lyapina fez parte do elenco da medalha de bronze inédita da equipe ucraniana, em Atenas 2004.